# Lac La Biche
Lac La Biche är en ort i Kanada.   Den ligger i provinsen Alberta, i den centrala delen av landet, 2 800 km väster om huvudstaden Ottawa. Lac La Biche ligger 566 meter över havet och antalet invånare är 2 919. Den ligger vid sjön Lac la Biche.
Terrängen runt Lac La Biche är platt, och sluttar norrut. Trakten runt Lac La Biche är nära nog obefolkad, med mindre än två invånare per kvadratkilometer.. Det finns inga andra samhällen i närheten. 